# Nüchuang
Nüchuang est un astérisme de l'astronomie chinoise. Il est décrit dans le traité Shi Shi qui liste les astérismes les plus brillants de l'astronomie chinoise. Il se compose de trois étoiles, situées dans la constellation occidentale d'Hercule.

## Localisation et symbolique
La position de l'étoile référente de l'astérisme indique sans guère d'ambigüité π Herculis. L'astérisme contient deux autres étoiles à peu près alignées avec celle-ci, qui sont identifiées sans guère de doute avec ρ Herculis le plus à gauche) et entre les deux 69 Herculis. Ce groupe d'étoiles correspond à l'épaule gauche de la constellation occidentale d'Hercule, qui en astronomie chinoise est éclaté en un nombre important d'astérismes de plus petite taille.
Nüchuang représente un lit utilisé par une femme. Selon d'autres sources (le Jin Shu), il représente trois femmes travaillant au palais du roi céleste Dajiao, et responsables des autres femmes du palais.

## Astérismes associés
La majeure partie des astérismes de cette région du ciel sont reliées à la cour céleste du roi Dajiao. Nüchuang est situé non loin de Zhinü (α Lyrae / Vega) représentant une femme de la cour en train de filer du tissu. On trouve également à proximité Tianpei (un fléau utilisé en agriculture, ou éventuellement une arme), Qigong, un groupe de sept nobles probablement membres de la cour. Immédiatement en dessous, on trouve Tianji, une structure administrative en rapport avec le commerce, liée au marché céleste Tianshi, un peu plus au sud encore.

## Référence
- (en) Sun Xiaochun et Jakob Kistemaker, The Chinese sky during the Han, New York, Éditions Brill, 1997, 247 p. (ISBN 9004107371), page 149.